# Sonate pour piano en si mineur de Liszt
 (août 2013).
Si vous disposez d'ouvrages ou d'articles de référence ou si vous connaissez des sites web de qualité traitant du thème abordé ici, merci de compléter l'article en donnant les références utiles à sa vérifiabilité et en les liant à la section « Notes et références ».
Pour les articles homonymes, voir Sonate pour piano (homonymie).
La Sonate pour piano en si mineur, S.178, est une œuvre pour piano seul, du compositeur Franz Liszt. Elle obéit au modèle de la forme sonate à deux thèmes. La pièce est dédiée à Robert Schumann. Elle fut transcrite pour deux pianos selon le vœu de son auteur par Camille Saint-Saëns en 1914. Le violoncelliste américain Johann Sebastian Paetsch l'a transcrite et arrangée pour violoncelle seul en 2014.

## Genèse
Cette grande sonate, la seule du compositeur, fut écrite entre 1852 et 1853, alors que Liszt partageait son bonheur avec Carolyne de Sayn-Wittgenstein à l'Altenburg de Weimar. Sa première publication remonte à 1854. Le célèbre pianiste, compositeur et chef d'orchestre Hans von Bülow (1830-1894) créa publiquement l'œuvre à l'occasion du baptême d'un grand piano à queue Bechstein, le 22 janvier 1857 à Berlin.

## Style
Avec les Douze études d'exécution transcendante et le cycle des Années de pèlerinage, elle fait partie des pièces majeures pour piano seul du compositeur et renouvela le genre.
Contrairement à des œuvres plus colorées et abordables, telles ses Rhapsodies hongroises ou d'autres petites pièces, telles les Rêve d'amour, cette imposante sonate — elle dure environ une demi-heure — est à la fois tout en ombres et lumières et d'une grande difficulté d'interprétation.
Le nombre des thèmes, voire Leitmotiv, de la sonate varie selon les analystes de trois à six :
Le thème « A » est la gamme tzigane et phrygienne descendante. Il domine tout le morceau :
La lecture audio n'est pas prise en charge dans votre navigateur. Vous pouvez télécharger le fichier audio.
Le thème « A » est le thème de Faust pour les partisans d'une Faust-symphonie :
La lecture audio n'est pas prise en charge dans votre navigateur. Vous pouvez télécharger le fichier audio.
1. le thème « B », ou thème de Méphistophélès dans le cas d'une Faust-Symphonie, répond immédiatement à ce dernier de manière sarcastique (mi mi mi mi mi ré do  la sol fa ) ;
2. le thème « G » du Grandioso pourrait être une variante du thème B ou un motif original. Les tenants d'une Faust-symphonie y verraient en tout cas le thème de la victoire de l'homme sur les puissances maléfiques (la la la si si) ;
3. le thème « C », du Cantando expressivo, est selon toute vraisemblance une variante adoucie du thème B, tourné en nocturne (fa  fa  fa  fa  mi ré sol fa  fa  si) ;
4. le thème An de l’Andante sostenuto est original et correspond au thème de Gretchen dans le cadre d'une Faust-Symphonie (do fa  ré do si la sol la sol fa  sol ré do do).

## Description
L'œuvre est d'un seul tenant mais peut être subdivisée en trois parties principales dont les durées respectives sont de 12 min 43 s, de 8 min 21 s et de 11 min 18 s dans l'interprétation qu'en a donné Arrau :

### Lento assai - Allegro energico - Grandioso

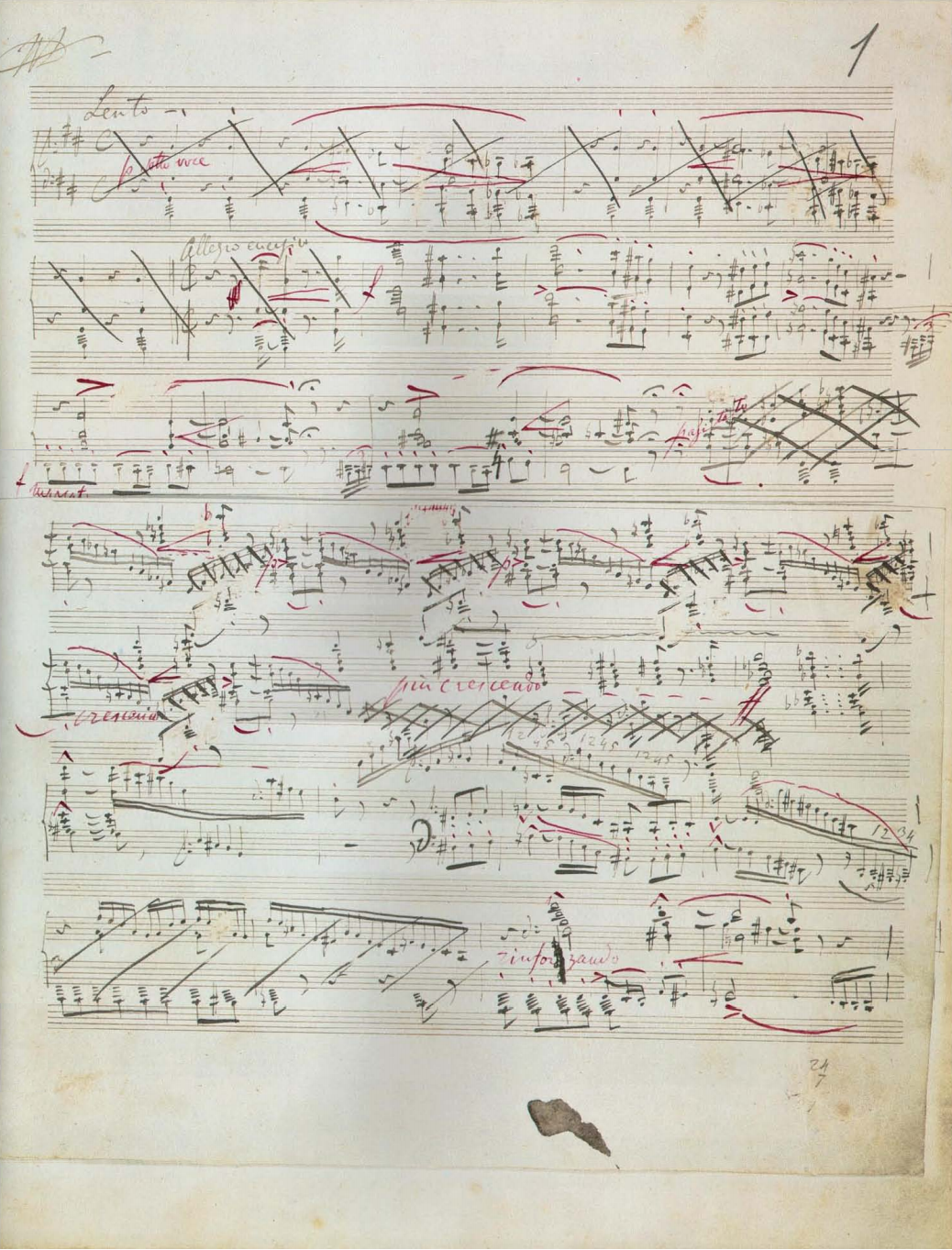
Fac-similé du manuscrit.

La sonate commence par un sol, le plus profond du clavier, d'où s'ensuit la longue énonciation du thème H, d'abord en mode phrygien, puis en mode tzigane. Ce Lento Assai de 7 mesures constitue une sorte de lever de rideau (Guy Sacre).
À cette ouverture succède l'exposition (mesures 8 à 17), simple, voire austère, des thèmes « A » et « B » : sans accompagnement, ni fioritures, la main gauche double la droite dans le thème « A » et énonce seule le thème « B » harmonisé à la main droite. Ainsi sont fixés les deux principaux éléments, l'un, emporté et abrupt, s'étendant sur quatre octaves, l'autre, « méphistophélique », exprimant le sarcasme via les notes répétées.
La fin de l'exposition voit s'amener une lutte à mort (mesures 18 à 104), qui va durer jusqu'au Grandioso entre les deux thèmes. D'abord une montée haletante qui éclate en une mêlée confuse et tempétueuse où ceux-ci s'entrechoquent (« A » prenant une tonalité désespérément tragique) ; ensuite, après avoir atteint son point culminant, la montée redescend pour former une sorte de magma sonore composé de fragments de « A » et de « B ». S'ensuit une nouvelle escalade vers l'aigu qui voit la victoire du thème A (mesure 78). Celui-ci s'énonçant et se modulant en un canon qui va en s'accélérant. Une fois atteinte son acmé, le thème A s'effondre en arpège et tombe sur un la doublé à l'octave répété en croche de manière obstinée, tandis qu'on entend pesante dans l'extrême grave du clavier une redite du thème H du lento assai. Tout ceci n'est que le prélude à l'entrée en scène d'un thème nouveau, le grandioso (« G »), rayonnant de majesté et de force, et dont la brève énonciation permet d'éclairer une atmosphère obscure.
Après un point d'orgue (mesure 119), s'amorce un nouveau développement, dans le style d'un nocturne. Le thème « A » va alors Dolce con grazia sur des arpèges langoureux. Après un petit instant de rébellion (mesure 153), « B » suit pour former ce que d'aucuns considèrent comme un thème à part (« C ») et qui va doucement sur des triolets frétillants.
Ce bref moment de calme précède un nouveau développement que certains tiennent pour le début de la deuxième partie de la sonate. L'antagonisme primitif entre les thèmes « A » et « B » s'exprime avec violence. En dépit d'un épisode plus calme, tout en arpèges et en envolées de « A », le désordre persiste et amène une nouvelle intervention de « G », qui doit céder le pas au thème « B », ce dernier s'endormant progressivement sous l'impulsion de A, avant d'atteindre un point d'orgue ppp.

### Andante sostenuto
L'agitation de la précédente partie aboutit à l'intervention du thème An (mesure 331), dont l'atmosphère s'apparente avec celles d'œuvres comme Bénédition de Dieu dans la solitude ou Sposalizio. Ce thème s'énonce avec une pureté cristalline qui rappelle Marguerite pour les tenants d'une Faust-Sonate. Son énoncé est assez court et n'occupe que les volets extérieurs de la partie : le thème « C », dolcissimo con intimo sentimento (mesure 349) et le thème « D », plus puissant et tourmenté que jamais, s'insèrent entre ces deux expressions. À noter avant la réexposition de ce dernier, une gamme quasi « par ton » qui s'énonce avec une extrême simplicité et volupté. Tout ce bref épisode se conclut par des fa menaçants et répétés, ppp.

### Allegro energico
La troisième partie commence par une fugue « machiavélique » (mesure 460) qui n'augure rien de bon. Elle est basée à la fois sur « A » et « B », même s'il semble que « B » domine. Toute la hargne de ce dernier s'exprime au travers de chromatismes sarcastiques dans le grave, sotto voce. L'exposition à trois voix accentue la moquerie du thème A. Un crescendo se forme alors qui ramène à un réexposition.
La réexposition résume un peu tout le chemin précédent et reprend tous les thèmes : « A » et « B » dans leur lutte tempétueuse du début, « H » sous des notes répétées (mesure 555), « A » et « B » de nouveau mêlés, « G » plus ample et plus grandiose que jamais (mesure 600) et « C », la variante supposée de « B », sous sa forme nocturne (mesure 616). Après un « B » sous forme de Strette, l'on aboutit à un « H » fortissimo qui se déploie en gamme octavée, puis à un A joueur, non moins fort, et pour conclure, un « G » surpuissant.
Liszt a beaucoup hésité sur la fin à donner à son morceau. Il en avait primitivement retenu une sur le modèle de Mazeppa (« Il tombe et se relève roi »). Cependant le sérieux d'un morceau de l'envergure de la Sonate en si s'y prêtait mal. Aussi Liszt a-t-il finalement choisi une fin pleine de pudeur et de recueillement : réexposition d'un thème An, jusque-là sous-utilisé, puis retour d'un B désamorcé par un A en toute quiétude et conclusion sur des accords séraphiques et un si situé dans les profondeurs du piano.

## Interprétations littéraires
Pour les partisans d'une Faust-Symphonie pianistique, chacune des trois parties sus-nommées se traduiraient respectivement par Faust, Gretchen puis Méphistophélès. D'autres analystes se réfèrent au mythe du Paradis perdu voyant à la place de Faust, Marguerite et Méphistophélès, Adam, Ève et le Serpent ; tandis que le thème du Grandioso représenterait la Croix rédemptrice.

## Critiques
- Clara Schumann, pianiste et épouse du dédicataire, la trouva sinistre et se sentit « tout à fait malheureuse » lorsqu'elle l'écouta, jouée par Johannes Brahms. Elle nota dans son journal intime : « Que de bruit sans raison. Plus aucune pensée saine, tout est embrouillé ; on ne parvient même plus à y retrouver un enchaînement harmonique clair[3] ».
- Dans une lettre au compositeur datée du 5 avril 1855, Wagner ne tarit pas d'éloges à son sujet : « Très cher Franz ! Tu étais là maintenant près de moi — la sonate est indescriptiblement belle, grande, aimable, profonde et noble — sublime, comme toi. Elle m'a touché au plus profond de moi-même et d'un seul coup, toute la misère de Londres est oubliée[3] ». L'objectivité de ce commentaire est évidemment sujette à caution en raison de la profonde amitié qui unissait les deux compositeurs.
- Richard Strauss, s'adressant au grand pianiste Wilhelm Kempff en 1948, lui rendit hommage : « Si Liszt n'avait écrit que cette sonate en si mineur, œuvre gigantesque issue d'une seule cellule, cela aurait suffi à démontrer la force de son esprit ».

## Discographie
Parmi les célèbres interprétations, citons entre autres celles particulièrement connues de Vladimir Horowitz enregistrée en 1932 pour EMI, de Claudio Arrau enregistrée en 1971 pour Philips et de Martha Argerich (en 1971) pour Deutsche Grammophon. L'œuvre, une des plus jouées du compositeur hongrois, a été enregistrée une multitude de fois en studio et en concert par des artistes aussi variés que :
- Alfred Cortot (1929),
- Simon Barere (1947),
- György Sándor (1947),
- Maria Grinberg (1952),
- Annie Fischer (1953, 1960),
- Ernst Levy (1957),
- Vladimir Sofronitsky (1960),
- Sviatoslav Richter (1965, 1966),
- Emil Gilels (1949, 1961, 1965, 1970, 1975),
- Vladimir Horowitz (1932, 1977),
- Van Cliburn (1962, 1976),
- Clifford Curzon (1961, 1963),
- György Cziffra (1962, 1967),
- Claudio Arrau (1970, 1971, 1985),
- John Ogdon (1964, 1987),
- Shura Cherkassky (1951, 1985),
- Lazar Berman (1958, 1975, 1984),
- Earl Wild (1976, 1985),
- Alfred Brendel (1963, 1981, 1991),
- Tatiana Nikolaïeva (1967),
- France Clidat (1973),
- Oleg Maisenberg (1981),
- Maurizio Pollini (1989, 1991),
- Elisabeth Leonskaïa (1990),
- Dezső Ránki (1975, 1990),
- Krystian Zimerman (1991),
- Ivo Pogorelić (1992),
- Sergio Fiorentino (1997),
- Mikhaïl Pletnev (1984, 1997),
- Evgeny Kissin (1998),
- Boris Berezovsky (2009),
- Hélène Grimaud (2010),
- François-Frédéric Guy (2010),
- Khatia Buniatishvili (2011),
- Roger Muraro (2015).
- Ludmila Berlinskaya et Arthur Ancelle (2017)

L'interprétation par deux artistes en 2017 (CD Melodia) est celle de la transcription pour deux pianos réalisée en 1914 par Camille Saint-Saëns
- Michel Dalberto (2022)